# Stenoma albilimbella
Stenoma albilimbella es una especie de polilla del género Stenoma, orden Lepidoptera.
Fue descrita científicamente por Felder & Rogenhofer en 1875.

## Distribución
Se distribuye por Brasil y Perú.